# Retrato de Giovanni Battista Porta
El Retrato de Giovanni Battista Porta, o Retrato del arquitecto Andrea Palladio o Retrato de un caballero, datable entre 1570-75, que se encuentra actualmente en la Galería Nacional de Dinamarca, es una obra del Greco, compuesta cuando se encontraba en Roma..

## El personaje
Se desconoce la identidad del personaje retratado. A menudo se identifica con Andrea Palladio pero, según Wethey,.se trataría de Giovanni Battista della Porta. El personaje reposa su mano izquierda sobre un libro, que se encuentra sobre un elaborado reposabrazos. El libro aparece con marcapáginas blancos y rojos, lo cual sugiere que el hombre desconocido sea un intelectual. Con su mano derecha, hace un gesto elocuente, que recuerda al de un orador. Los gestos unidos de ambas manos, traen a la memoria el famoso dictum del poeta Horacio: "Ut pictura poesis" (como la pintura, así es la poesía).

## Análisis de la obra
- Copenhague, Galería Nacional de Dinamarca;[4]

- Pintura al óleo sobre lienzo;
- Dimensiones: 116 x 98 cm;
- Datación: 1572 circa, según Wethey (1570-1575, según la Galería Nacional de Dinamarca);
- Consta con el número 154 en el catálogo razonado realizado por Wethey, y con la referencia 14 en el de Tiziana Frati;[5]

- Firmado en la mesa, en la parte inferior derecha, con mayúsculas griegas: DOMÉNIKOS THEOTOKÓPOULOS, de forma fragmentaria. En 1898 se descubrió esta firma, y se reconoció que se trataba de una obra del Greco. Anteriormente era considerado un autorretrato de Tintoretto.

El retrato se hizo mientras el joven pintor cretense se encontraba en Roma, donde hizo amistad con la Casa de Farnesio y, por lo tanto, formaba parte de un entorno intelectual, interesado en el Humanismo renacentista.
El personaje está retratado de frente, de poco más de media figura, con pocos objetos que le sirven de atributo, y sobre un fondo gris. El Greco consiguió una perfecta objetividad en el dibujo y en el modelado, plasmando al individuo según su verdadero carácter, con gran fidelidad a sus rasgos. En este sentido, el maestro cretense se apartó completamente de la actitud hierática y fría, propia de los retratistas de dos o tres décadas antes.
El extraordinario realismo del rostro es la característica más impresionante de este lienzo. Aunque es evidente la influencia de Jacopo Bassano, la composición en tres cuartos sobre un fondo gris corresponde al estilo de Tiziano, que también se manifiesta en la posición de la mano derecha. El tratamiento de las carnaciones es denso, como en el Retrato de Vincenzo Anastagi y en el Retrato de Giulio Clovio, pero las manchas blancas de las manos constituyen una novedad.

## Procedencia
- Probablemente proceda de la venta de los bienes de Rubens, en Amberes, año 1641, número 14, como obra de Tintoretto;
- Conde de Vence, París (venta 11 de febrero de 1761, como obra de Tintoretto);
- Colección Real; Palacio de Christiansborg; Copenhague; (adquirido el año 1763).[1]